# Соколихино
Соколихино — деревня в Торопецком районе Тверской области России. Относится к Скворцовскому сельскому поселению.

## История
На топографической карте Фёдора Шуберта1861—1901 годов обозначена деревня Соколихино. Имела 6 дворов.
В списке населённых мест Псковской губернии за 1885 год значится деревня Соколихино (№ 13443). Располагалась при ручье Колодавне в 29 верстах от уездного города. Входила в состав Плотиченской волости Торопецкого уезда. Имела 3 двора и 24 жителя.
На карте РККА 1923—1941 годов обозначена деревня Соколихино. Имела 9 дворов.
До 2005 года деревня входила в состав ныне упразднённого Пятницкого сельского округа. С 2005 года деревня входит в состав Скворцовского сельского поселения.

## География
Расположена примерно в 30 километрах к юго-западу от Торопца. К северу от Соколихино находится деревня Зуево.
Климат
Деревня, как и весь район, относится к умеренному поясу северного полушария и находится в области переходного климата от океанического к материковому. Лето с температурным режимом +15…+20 °С (днём +20…+25 °С), зима умеренно-морозная −10…−15 °С; при вторжении арктических воздушных масс до −30…−40 °С.
Среднегодовая скорость ветра 3,5—4,2 метра в секунду.

## Население
| 2010 |
| ---- |
| 1    |

Население по переписи 2002 года — 7 человек.
Национальный состав
Согласно результатам переписи 2002 года, в национальной структуре населения русские составляли 100 % от жителей.